# 蔣月惠
蔣月惠（1959年4月12日—），臺灣屏東縣人，無黨籍政治人物、慈善家，屏東縣議員。她長年關心身心障礙兒童與弱勢族群，是屏東縣基督教羅騰園肢體殘障協會創會理事長。2018年7月16日，她因抵擋屏東縣政府拆除屏東市民宅，在過程中咬傷屏東縣政府警察局執勤女警，又在派出所爆哭而引發爭議。後因自由台灣黨政策部主任溫朗東撰文揭露蔣月惠長期服務身心障礙兒童的善行，並質疑屏東縣政府拆除民宅的正當性，使得蔣月惠的網路評論一夜之間翻盤、由黑轉紅。

## 從政背景
1999年，蔣月惠為屏東資深身心障礙社團服務志工。自國立成功大學附設空中商業專科進修學校國際貿易科畢業後，就在基督教宣教士設立的身障兒童照顧團體「羅騰園」擔任志工。後來因不捨「羅騰園」面臨解散的命運，毅然辭去會計工作，靠貸款和存款扶植「羅騰園」法人化，成為全職志工。
2005年，蔣月惠為了填補羅騰園身障兒照顧的龐大開銷，投入屏東縣議員選舉，希望能獲得一票30元的選舉補助金。然而，因未加入政黨和地方派系，無選舉旗幟、競選宣傳廣告看板，連三度地方選舉均敗選。最後於2014年以「0元選舉」的規模選上屏東縣議員，蔚為選舉奇蹟。
2014年，蔣月惠當選後，將每個月台幣六萬多元的縣議員補助所得捐贈給「羅騰園」，只留四千元作為個人生活開銷，平常生活都跟身心障礙兒童吃住。在公職生涯中，除了社福議題外，也積極投入環保、反迫遷等議題。

## 經歷
由屏東市台糖社區助產士向許清和接生。
1977年，蔣月惠於西德女教士創辦的「盲女習藝所」當義工。
1987年，於挪威基督教協力會附設的「羅騰園肢體殘障護理之家」擔任義工。
1993年，接續於1991年解散的羅騰園，辭去於慈惠醫專的會計工作，靠貸款和當會計月薪5萬的存款再次成立「羅騰園」，專門收置肢障兒童，接續傳教士的服務工作。
2004年，創辦「羅騰園庇護商店」，輔導中、重度身心障礙者生活技能，並免費提供吃住。
2005年，第一度投入地方選舉（屏東縣議員），希望能靠選舉補助金填補羅騰園身障兒照顧的龐大開銷，票數不僅未達補助門檻，且12萬元選舉保證金也被沒收，政治獻金專戶結算還倒貼一萬多元。
2009年，第二度投入地方選舉（屏東縣議員），雖然拿回保證金，但得票未達補助門檻。
2010年，第三度投入地方選舉（屏東市民代表），票數終於達到選票補助門檻。
2014年，第四度投入地方選舉（屏東縣議員），以4792票當選縣議員，連同選舉保證金，一共拿回26萬元選舉補助金，並將票補貼款全額捐給羅騰園。同年，曾於太陽花學運時，於立法院現場待了14天，並在現場與黃國昌、林飛帆等人合照。
2018年7月20日，因公勇路反迫遷咬警事件，首次登上《蘋果日報》頭版。
2018年11月24日，於屏東市第一選區以第一高票當選連任縣議員。並將44多萬元的選舉保證金和補助款、6萬元議員薪水，全數捐給「羅騰園殘障協會」。
2018年12月26日，蔣月惠挾選區最高票連任之勢，宣布參選立委，因羅騰園事件讓她發覺有許多法令不合時宜，如《身心障礙者權益保障法》對中輕度障礙者的學習構成障礙，使她想參選立委參與修法工作。而即使沒選上，也能拿到每票30元的選舉補助款捐贈羅騰園。
2019年3月，由蔣月惠口述的人生傳記《其實我會怕：孤鳥鬥士蔣月惠的傳奇人生》出版成書，本書有四成收入將捐贈給羅騰園。

## 軼聞
2018年2月16日，蔣月惠因擅長數鈔票，受邀上中天綜合台《小明星大跟班》過年特別節目，展現「人體點鈔機」的技藝。
2018年7月21日，蔣月惠因爆紅至台北市上政論節目，週末到北投區見台北市長柯文哲。蔣月惠事後表示，見過柯文哲後有點失望，她不想再被稱為「女版柯P」，「因為這個『女柯P』是媒體幫我這樣叫的。」隔天，蔣月惠為自己的說法公開道歉，承認自己因自卑感太重而先入為主認為柯文哲有當醫生的驕傲感，且柯文哲可能是不習慣擁抱，因此她對柯文哲有誤會。
2020年3月7日，蔣月惠在臉書發文批評，「民進黨跟國民黨沒什麼兩樣，都跟財團有掛勾，任意變更土地地目圖利，剝削底層百姓的財產和生存權」。
2020年12月11日屏東縣議會施政總質詢，蔣月惠質詢時先高唱自創歌曲《陳山茶後嗣悲歌》以抗議屏東縣政府剝奪屏東市自助餐店「建國自助餐」權利，接著高喊「我屏東，我可憐」，並質疑屏東縣政府官商勾結搞汙染。屏東縣縣長潘孟安答詢時批評，蔣月惠說的很多事情「都是自己認為，想像力豐富，亂編故事」，蔣月惠「想像力豐富，可以報名明年金馬獎」。

## 屏東市公勇路拓寬迫拆民宅事件

### 事件經過
2018年7月16日，屏東縣政府於凌晨四點欲拆遷屏東市公勇路民宅，將民宅斷水斷電。蔣月惠凌晨接到居民呼救電話，約凌晨五點40分趕往現場，發現怪手已在現場待命，開手機直播監督現場。她問現場指揮官屏東縣政府工務處處長楊慶哲：「你今天的進度是怎樣？」楊慶哲回報處理的地上物範圍：「就我們看到這一排，幾乎都要做處理。」後來，蔣月惠因手機沒電，中途需要離開、換行動電源。蔣月惠返回現場，才發現現場已遭到封閉；且縣府人員居然趁她不在場，欲燒割住戶的鐵門柵欄，還跟不同意戶說「你如果不願意簽，我就不幫你復電，補助金也不會給比較高」。蔣月惠為了阻擋怪手逼近居民房舍，擋在怪手前。屏東縣政府警察局派出30幾位基層警察，團團圍住蔣月惠。蔣月惠在被壓制的過程中，感覺暈眩，並誘發童年被家暴的陰影，故基於自我防衛的本能，下意識狠狠咬了女警的手臂一口（咬到手臂都出現齒痕）。
7月17日（咬警事件隔天），蔣月惠至屏東縣政府警察局送花，女警拒絕接受道歉、堅持提告。。最初，主流媒體用「議員失控咬傷女警」以及「議員道歉遭拒痛哭」之類的標題，使得多數輿論不諒解蔣月惠失控行為。然而，公民行動影音紀錄資料庫還原當天拆除及抗爭現場，再加上時事評論員兼自由台灣黨政策部主任溫朗東披露蔣月惠長年來對慈善事業默默付出後，輿論又重新聚焦在拆遷的正當性，並且對蔣月惠幫助弱勢的無私付出表示肯定。
7月19日，屏東縣縣長潘孟安發律師函，要求蔣月惠將臉書上的指控言論下架：蔣月惠在17日凌晨於臉書發文質疑潘孟安「請問縣長，你拿了多少錢」，還要求潘公佈新台幣3.47億元支出明細。19日下午，蔣月惠臉書發文，公布潘孟安寄來的律師函，表示「我堅持不刪，讓他提告」。7月20日，屏東縣政府召開記者會，指控蔣月惠對潘孟安進行人格污衊。蔣月惠則回應，她已經做好坐牢的心理準備（因沒錢繳罰金），且坐牢能順便體驗監獄文化，了解獄友的原生家庭背景與犯罪間的因果關係。
針對屏東縣政府強調拆遷公勇路民宅均為「同意戶」的說詞，公民行動影音紀錄資料庫專訪公勇路住戶。住戶表示，會簽下同意書是因為感覺被威脅，只好被迫同意簽署。住戶拿出與屏東縣政府工務處處長楊慶哲的談判影片（當時蔣月惠也在場），同一條路上的建築結構會互相影響，屏東縣政府卻沒有事先告訴居民會斷水斷電。不同意戶當天希望能靠近現場了解狀況，卻被擋在外頭，甚至被「一個一個拉到旁邊」；然後楊慶哲出面，叫他們簽下同意書，否則他們的家當天就可能被強拆，只有簽下去才能繼續協商，兩週後再來拆除。

### 各界反應

#### 學術工作者
- 曾聲援大埔事件的政治大學地政學系教授徐世榮認為，在咬警事件中，不應只看見警察與反破遷人士肢體衝突的表象，因為這樣會轉移問題的焦點，變成在「譴責受害者」。徐世榮分析說，掌權者會透過議程的設計和制度安排，讓一般民眾沒有表達反對的機會。當民眾的權益受損時，其實已經是「政策的犧牲者」。當民眾只能用激烈的抗議表達內心憤慨時，若再刻意貼上「暴力者」的標籤，無異讓被害者再次受到傷害。徐世榮認為，公勇路拆遷案在進行規劃時，當地住戶並沒有表達意見的機會，因為台灣的都市計畫及土地徵收制度，不僅沒有回歸到「正常的憲政體制」，且未因政黨輪替而有所變革。最後，徐世榮嚴厲指責，屏東縣政府不去反省「自己操弄都市計畫與土地徵收的制度暴力」，反而歸責於「社會弱勢」這一方，無異是誤導視聽，「展現出統治者的傲慢」；而如今由民進黨主政的屏東縣政府，其對待蔣月惠的手法，與過去中國國民黨對待黨外運動人士及民進黨的作法幾乎如出一轍。[42]
- 國立台灣大學法律學系教授、刑法學學者李茂生，於臉書評論咬警事件。他認為，本案不能用正當防衛、緊急避難等作為規避妨礙公務罪刑事責任的理由，而主張《中華民國刑法》第19條（精神障礙或其他心智缺陷）更是笑話。因此，本案的刑事責任判斷，「最後還是回到相對輕微以及期待可能性」。此外，李教授認為，整個事件獲利的不是議員、警局、縣長或縣民，而是媒體。[43]

#### 媒體工作者
- 屏東縣環境保護聯盟理事長葉奉達（同時也是TVBS新聞部屏東駐地記者）表示，他認識蔣月惠16年，他認為蔣月惠與一般的地方議員不一樣。葉奉達說，地方議員是最容易撈油水的職缺，不論是砂石、爐渣或營養午餐，只要拉幫結派、懂得套交情，要賺錢一點都不難；然而最讓人難以接受的是，蔣月惠當選屏東縣議員後仍持續在路邊拉小提琴，「哪有議員這樣當的？」對於咬警事件，葉奉達表示，蔣月惠有很多缺點，當然也會犯錯，她「這次也確實犯錯，但在台灣這個扭曲的政治環境裡，她已經算是比較好的民意代表」。[44]

#### 政治工作者

##### 綠營
- 中華民國第14任總統蔡英文於7月22日表示，希望屏東縣政府能讓社會大眾了解整件事情的發展背景。並指出，「拆遷」在台灣是受社會高度矚目的議題，涉及土地正義和社會經濟發展的必要性，因此「在這之間求取平衡並維持土地正義，是每個執行國家任務的人要銘記在心的。」[45]
- 中華民國第10－11屆副總統呂秀蓮於臉書開直播，誇獎蔣月惠願意肯定潘孟安的貢獻，使她看到台灣還是個有溫度的地方。然而，對於拆遷案，呂秀蓮認為，人們不應該聽到拆遷，就不分青紅皂白同情住戶，「放眼國家發展區域開發，到底少數人權利重要還是集體利益重要？」[46][47]
- 無黨籍台南市議員暨台南市議會議長郭信良表示，原本自己看到蔣月惠在警察局暴哭的新聞，覺得她很「沒格」，但當他知道蔣月惠長年持續扶助弱勢後，覺得很慚愧，因為自己無法做不到，因此他決定捐出六萬元拋磚引玉。郭信良同時也呼籲，希望各界能夠支持這樣的議員，他也請求屏東親友全力支持蔣月惠連任，讓她繼續為弱勢發聲。至於對於咬警事件的評論，郭信良認為，屏東警方有保安情蒐資訊，應該知道蔣月惠是個什麼樣的議員。雖然蔣月惠不該咬傷女警，但既然她事後有到警局致歉，郭信良呼籲屏東警方儘速出面接受蔣月惠的道歉。[48][49]
- 民進黨籍不分區立委周春米（屏東人）臉書發文為屏東縣政府叫屈，她說被拆遷的是同意戶。在拆遷區域中，有14戶為同意拆遷戶，其中三戶係於7月16日上午拆除（即咬警事件那日），另外不同意拆遷的7戶，有6戶本來也簽了同意書，但後來這6戶撤回同意拆遷的意思。因此她對於為何網友認為，屏東縣政府是拆遷不同意戶，她對此「感到茫然」。周春米受訪時強調，屏東縣政府絕無強拆的行為，請大家不要被誤導或扭曲。[50][51]民進黨籍台北市議員梁文傑則轉貼周春米的臉書貼文，寥寥以一句話聲援屏東縣政府：「現在拆的都是拿了補償金的同意戶，根本沒強拆」。[52][53]（但蔣月惠在政論節目新聞深喉嚨回應，7月16日當天縣府帶這麼多人和大型機具到現場，若非她擋在那邊，恐怕縣府連不同意戶都拆。[54]）
- 民進黨藉台北市議員王世堅，於政論節目新聞深喉嚨表示，蔣月惠的善行激發社會的良心，但前提是不應傷害潘孟安這種苦幹實幹、多做少說的縣長。潘孟安從崛起至今以廉潔性格在政壇立足，為弱勢發言固然正確，但不應建立在詆毀的基礎上，去毀滅別人的政治人格。王世堅進一步說明，自從潘孟安上任後，縣府在環保上有突破，提昇對污染源的查察。而蔣月惠亦誇獎潘孟安在環境議題的表現，因翔奕皮革廠和台糖養豬場是在潘孟安任內停業。[54]
- 時代力量黨主席、立法委員黃國昌在臉書轉貼蔣月惠的新聞（新聞內容：縣府人員致電蔣的哥哥，警告蔣月惠可能因咬警事件被褫奪公權），黃國昌表示，屏東有許多貪汙賄選的鄉鎮市長和議員，只聽過府會關係良好，怎沒聽說過屏東縣政府嗆政治垃圾被褫奪公權？現在卻跑來「恐嚇」幫人民發聲的縣議員。[55] 7月22日，蔣月惠與至時代力量候選人選舉造勢會場，與黃國昌會面。黃國昌再次抨擊，屏東縣政府對於有黑道、貪汙背景的縣議員，以及議員丈夫羞辱公務員等事，未依法行政處理，卻對一位為弱勢發聲的縣議員依法行政，這是怎樣的行政單位？[16]

##### 藍營
- 已退休的中央警察大學前教授葉毓蘭表示，「這會是我第一次為『襲警者』加油，向她致敬。」葉毓蘭原本以為蔣月惠是作秀的政客，但當她比對資料後，她對蔣月惠「充滿不捨與敬意」，因為蔣月惠「照顧許多政府應該照顧，卻沒有照顧的弱勢族群」。對於咬警事件的處置，葉毓蘭說她在政治和情感上支持蔣月惠，但是警察依法執勤的權益也應該被捍衛，因此葉毓蘭支持警察局以妨害公務、傷害的罪名函送蔣月惠，「但是法官應該要有比較周延的裁量」。[56][57]
- 國民黨籍台北市議員鍾小平指出，對於咬警事件，他贊成依法辦理，但他認為要觀察咬警事件背後的動機。首先，當政府於半夜拆房，就代表背後有鬼，因為徵收有這麼急迫嗎？其次，若事發地點在台北市，不可能發生議員衣服被警察扯破的情形，過去台灣曾發生議員打警察耳光但警察是不敢回手的案例，因為議長有黑道背景，然後對於蔣月惠的遭遇，鍾小平驚嘆說道：「我沒看過警察可以幾十人把議員的衣服扯破！」[58]

## 其他事蹟

### 成立羅騰園肢體殘障協會
在協會正式立案前，為籌措羅騰園經費，蔣月惠常常上街頭拉小提琴，擺攤義賣善心人士捐贈的愛心物資（例如衛生紙、手工皂、3D藝術品等），但因經濟不景氣，羅騰園每年虧損幾十萬。2007年，羅騰園被指控未經立案私自收容遊蕩殘障孤兒25名至街上義賣，違反身心障礙權益保障法，處罰鍰6萬元整及公告姓名。蔣月惠不滿遭開罰，帶著院生靜坐在縣府前抗議，並指控社會處不幫長期照顧弱勢的羅騰園庇護家園就地合法。 她抱怨不能帶院生義賣手工皂，無力支付保證金、罰款，面對社會處堅持依法行政，蔣月惠態度軟化，盼縣府伸援，並同意十九名院生交由縣府輔導、安置，她只留下三名院生，積極籌備朝立案之路努力，她請求分期付款六萬元罰金，社會處長吳麗雪承諾協助。
至今，羅騰園僅「羅騰園肢體殘障協會」的部分有正式立案，但若要收容安置院生，依據法令規定，收容7人以上須申請立案。但羅騰園始終未申請成為合法的安置機構，原因是立案需要許多經費，蔣月惠認為羅騰園經濟負擔不起。且立案後須因應法令要求，召開會議、因應評鑑、製作各類表單，甚至理監事改選將恐使羅騰園陷入人事鬥爭的風險，將使羅騰園的人力、募款和服務品質受到影響，故她堅持不願正式立案為「收容」機構。

### 對抗擾民28年的惡臭皮革廠
位於屏東市郊區的翔奕皮革廠，成立28年來，屢次散播臭氣、排放廢水到牛稠溪，造成惡臭不斷，影響居民生活，吃溪旁草的牛會因不明原因死亡。蔣月惠接受地方陳情後，她幾乎日日到場勘查或夜間巡邏記錄，1年勘查天數高達345天，其餘20天係因人在外縣市無法到場勘查。蔣月惠每次到場都會開直播，詳細記錄現場觀察，她為此甚至還遭受不明人士威脅警告「節制一下」。2015年12月21日，她還為此創作以皮革廠污染河川為主題的詞曲〈夢幻頭前溪〉。最後，2015年屏東縣政府環境保護局認定翔奕皮革廠排放廢水及汙泥處理等事項不合格，勒令停工，為屏東環保抗爭樹立成功案例。

### 反對屏47線大洲里清進巷拓寬工程

#### 事實經過
依據屏東縣政府的「屏47線道路拓寬工程」可行性評估報告，屏47線道路全長4.6公里，行經加工出口區，沿路兩旁工廠林立，導致上下班時間車流量很大，造成當地交通阻塞。為了緩解上下班交通壅塞，屏東縣政府擬將原本寬度約 6~9公尺的道路拓寬到12公尺，以改善行車安全和行車服務品質。至於計畫拓寬的道路，長度約2,000公尺（含清進巷），本案已獲交通部核定。
2018年3月28日和5月17日，「屏47線道路拓寬工程」召開兩次公聽會，並於6月21日進行拓寬工程的公開招標，但標案因廠商不足流標。

#### 反對拓寬原因
在「屏47線道路拓寬工程」公開招標日（2018年6月21日），屏東市大洲里清進巷居民偕同蔣月惠開記者會抗議拓寬工程，訴求「保持原狀，撤標工程案，還社區安寧居住環境」。
大洲里里民姚若運指出，當地有超過20幾間的地下工廠進駐，居民平常都忍受水、空氣、噪音等污染，且每天在巷內通行時，老人小孩常陷入被貨車追撞的風險。同時，住戶也抱怨屏東縣政府長期都不處理地下工廠林立的問題。因此，他們認為這個1.75億的拓寬工程是在圖利地下廠商，因為社區居民平日生活根本就沒有拓寬道路的需求。如果道路被拓寬了，反而怕會吸引更多車流量，使當地交通更亂，造成居民的生活陷入危害。
蔣月惠指出，當地不僅車輛多，污染也多。許多地下工廠林立，多數是外地人來買農地蓋成工廠，為當地帶來空氣、水、土壤、噪音等污染。且工廠帶來的大貨車、大卡車、聯結車湧進社區，使當地老人小孩走在路上提心吊膽。本次拓寬工程表面上是照顧社區，但12米道路絕非正常社區所需要的道路寬度；若拓寬道路，將「危害社區安全」，且有圖利地下工廠的疑慮。蔣月惠建議，屏東縣政府應該先解決地下工廠的問題，優先輔導業者搬遷至工業區，前進里和大州里等社區保持原狀。

#### 羅騰園遭波及需搬離租屋處
2018年8月2日，蔣月惠於臉書發文表示「房東限定我們三個月內要搬走」。蔣月惠說，當日下午羅騰園的房東找她，勸她不要反對羅騰園附近的清進巷拓寬案，「里長要房東勸我別阻礙地方發展」，但兩人一言不合起口角，因此房東決定解除租約，要求羅騰園一個月搬走。然而，蔣月惠表示，羅騰園搬遷不容易，需要另覓新址，因此在雙方協調下，房東允諾給羅騰園三個月的時間另覓新居。
對於有里長施壓羅騰園的傳言，屏東市大洲里里長蘇勝文承認，他確實有聯繫羅騰園的房東，請房東勸退蔣月惠勿攔阻清進巷拓寬案。但蘇勝文否認有施壓，他表示，最後演變成羅騰園搬遷的事態，非他本意。屏東縣政府發言人黃建嘉表示，「縣府絕不會，也不可能施壓」，縣府將去了解事件原委，並期望能將此事作為屏東縣政府社會處輔導羅騰園機構安置合法立案的契機。

## 選舉紀錄
| 年度 | 選舉屆數                   | 選舉區           | 所屬政黨 | 得票數 | 得票率 | 當選標記 | 備註 |
| ---- | -------------------------- | ---------------- | -------- | ------ | ------ | -------- | ---- |
| 2005 | 第十六屆屏東縣議員選舉     | 屏東縣第一選舉區 | 無黨籍   | 787    | 0.75%  |          |      |
| 2009 | 第十七屆屏東縣議員選舉     | 屏東縣第一選舉區 | 無黨籍   | 2,156  | 2.11%  |          |      |
| 2010 | 第十九屆屏東市市民代表選舉 | 屏東市第四選舉區 | 無黨籍   | 1,452  | 6.18%  |          |      |
| 2014 | 第十八屆屏東縣議員選舉     | 屏東縣第一選舉區 | 無黨籍   | 4,792  | 4.64%  |          |      |
| 2018 | 第十九屆屏東縣議員選舉     | 屏東縣第一選舉區 | 無黨籍   | 10,806 | 10.65% |          |      |
| 2020 | 第十屆立法委員選舉         | 屏東縣第一選舉區 | 無黨籍   | 24,118 | 9.97%  |          |      |
| 2022 | 第二十屆屏東縣議員選舉     | 屏東縣第一選舉區 | 無黨籍   | 4,989  | 5.31%  |          |      |
| 2024 | 第十一屆立法委員選舉       | 屏東縣第一選舉區 | 無黨籍   | 25,270 | 11.25% |          |      |

## 相關著作
- 郭顯煒著，《其實我會怕：孤鳥鬥士蔣月惠的傳奇人生》，暖暖書屋出版，2019年，ISBN 978-9869674874。

## 外部連結
- 蔣月惠縣議員服務專區的Facebook專頁
- 屏東縣議會-議員介紹 （页面存档备份，存于）
- 屏東縣基督教羅騰園肢體殘障協會- Just Do it! （页面存档备份，存于）